# Aberto da República 2023 - Doppio
Il doppio del torneo di tennis professionistico Aberto da República 2023, facente parte della categoria Challenger 100 nell'ambito dell'ATP Challenger Tour 2023, si è giocato dal 20 al 26 novembre a Brasilia, in Brasile. Mateus Alves e Gustavo Heide erano i detentori del titolo ma hanno scelto di partecipare con compagni diversi: Alves gioca in coppia con Gabriel Décamps mentre Heide in coppia con Gilbert Klier Júnior.
In finale Nicolás Barrientos e André Göransson hanno sconfitto Marcelo Demoliner e Rafael Matos con il punteggio di 7–6(3), 4–6, [11–9].

## Teste di serie
1. Marcelo Demoliner /  Rafael Matos (finale)
2. Nicolás Barrientos /  André Göransson (campioni)

1. Guido Andreozzi /  Guillermo Durán (quarti di finale)
2. Boris Arias /  Federico Zeballos (semifinale)

## Wildcard
1. Gustavo Heide /  Gilbert Klier Júnior (primo turno, ritirati)

1. Mateus Alves /  Gabriel Décamps (semifinale)

## Tabellone

### Legenda
| - Q = Qualificato - WC = Wild card - LL = Lucky loser | - ALT = Alternate - SE = Special Exempt - PR = Protected Ranking | - w/o = Walkover - r = Ritirato - d = Squalificato |

|  | Primo turno | Primo turno                                | Primo turno                                | Primo turno | Primo turno |  |  | Quarti di finale | Quarti di finale         | Quarti di finale    | Quarti di finale         | Quarti di finale         |   |   | Semifinali | Semifinali                     | Semifinali          | Semifinali                         | Semifinali |   |      | Finale | Finale | Finale | Finale | Finale |  |
|  |             |                                            |                                            |             |             |  |  |                  |                          |                     |                          |                          |   |   |            |                                |                     |                                    |            |   |      |        |        |        |        |        |  |
|  | 1           | M Demoliner R Matos                        | M Demoliner R Matos                        | 0           |             |  |  |                  |                          |                     |                          |                          |   |   |            |                                |                     |                                    |            |   |      |        |        |        |        |        |  |
|  | WC          | G Heide G Klier Júnior                     | G Heide G Klier Júnior                     | 0           | r           |  |  | 1                | M Demoliner R Matos      | M Demoliner R Matos | 6                        | 6                        |   |   |            |                                |                     |                                    |            |   |      |        |        |        |        |        |  |
|  |             | F Romboli M Zormann                        | F Romboli M Zormann                        | 6           | 78          |  |  |                  | F Romboli M Zormann      | F Romboli M Zormann | 4                        | 4                        |   |   |            |                                |                     |                                    |            |   |      |        |        |        |        |        |  |
|  |             | N Moreno de Alboran M Pucinelli de Almeida | N Moreno de Alboran M Pucinelli de Almeida | 2           | 6           |  |  |                  |                          |                     |                          |                          |   |   | 1          | M Demoliner R Matos            | M Demoliner R Matos | 6                                  | 6          |   |      |        |        |        |        |        |  |
|  | 3           | G Andreozzi G Durán                        | G Andreozzi G Durán                        | 7           | 7           |  |  |                  |                          | WC                  | M Alves G Décamps        | M Alves G Décamps        | 4 | 4 |            |                                |                     |                                    |            |   |      |        |        |        |        |        |  |
|  |             | JL Reis da Silva E Ribeiro                 | JL Reis da Silva E Ribeiro                 | 64          | 5           |  |  | 3                | G Andreozzi G Durán      | 64                  | 6                        | [9]                      |   |   |            |                                |                     |                                    |            |   |      |        |        |        |        |        |  |
|  |             | A Huertas del Pino C Huertas del Pino      | A Huertas del Pino C Huertas del Pino      | 5           | 4           |  |  | WC               | M Alves G Décamps        | 7                   | 3                        | [11]                     |   |   |            |                                |                     |                                    |            |   |      |        |        |        |        |        |  |
|  | WC          | M Alves G Décamps                          | M Alves G Décamps                          | 7           | 6           |  |  |                  |                          |                     |                          |                          |   |   | 1          | Marcelo Demoliner Rafael Matos | 63                  | 6                                  | [9]        |   |      |        |        |        |        |        |  |
|  |             | A Taylor B Tomić                           | A Taylor B Tomić                           | 3           | 4           |  |  |                  |                          |                     |                          |                          |   |   |            |                                | 2                   | Nicolás Barrientos André Göransson | 7          | 4 | [11] |        |        |        |        |        |  |
|  |             | O Luz MÁ Reyes Varela                      | O Luz MÁ Reyes Varela                      | 6           | 6           |  |  |                  | O Luz MÁ Reyes Varela    | 6                   | 2                        | [11]                     |   |   |            |                                |                     |                                    |            |   |      |        |        |        |        |        |  |
|  |             | B Lock R Statham                           | 4                                          | 7           | [8]         |  |  | 4                | B Arias F Zeballos       | 3                   | 6                        | [13]                     |   |   |            |                                |                     |                                    |            |   |      |        |        |        |        |        |  |
|  | 4           | B Arias F Zeballos                         | 6                                          | 5           | [10]        |  |  |                  |                          |                     |                          |                          |   |   | 4          | B Arias F Zeballos             | B Arias F Zeballos  | 1                                  | 4          |   |      |        |        |        |        |        |  |
|  |             | I Carou TA Tirante                         | I Carou TA Tirante                         | 4           | 4           |  |  |                  |                          | 2                   | N Barrientos A Göransson | N Barrientos A Göransson | 6 | 6 |            |                                |                     |                                    |            |   |      |        |        |        |        |        |  |
|  |             | FA Gómez LD Martínez                       | FA Gómez LD Martínez                       | 6           | 6           |  |  |                  | FA Gómez LD Martínez     | 5                   | 7                        | [6]                      |   |   |            |                                |                     |                                    |            |   |      |        |        |        |        |        |  |
|  |             | L Margaroli S Rodríguez Taverna            | L Margaroli S Rodríguez Taverna            | 5           | 3           |  |  | 2                | N Barrientos A Göransson | 7                   | 61                       | [10]                     |   |   |            |                                |                     |                                    |            |   |      |        |        |        |        |        |  |
|  | 2           | N Barrientos A Göransson                   | N Barrientos A Göransson                   | 7           | 6           |  |  |                  |                          |                     |                          |                          |   |   |            |                                |                     |                                    |            |   |      |        |        |        |        |        |  |